# 馬爾薩斯卡拉
馬爾薩斯卡拉，是馬耳他的市镇，位於馬爾他島東南部。市镇面積为5.4平方公里，2019年人口数量为14,592人。

## 外部連結
- Marsaskala Parish （页面存档备份，存于） （英文）
- Local Zonqor area site （页面存档备份，存于） （英文）